# Lista de regiões da África

Mapa de regiões da África

O continente da África pode ser conceitualmente subdividido em uma série de regiões ou sub-regiões.

## Abordagem direcional
Uma abordagem comum divide a África em regiões de acordo com suas posições relativamente aos pontos cardeais:
- África do Norte corresponde ao norte do Saara e corre ao longo da costa do Mediterrâneo (por vezes, sendo considerado o Sudão, como se vê no mapa);
- África Ocidental é a porção ocidental desde aproximadamente a longitude 10° leste, com excepção do Norte de África e o Magrebe.
- África Oriental  estende-se ao longo do Oceano Índico, do Mar Vermelho e Corno de África até Moçambique, incluindo Madagascar, mas excluindo o sul do continente.
- África Central é a grande massa planáltico no centro da África;
- África Meridional geralmente consiste na porção sul da latitude 10° Sul, e das grandes florestas tropicais do Congo.

| Região                                    | País |
| ----------------------------------------- | ---- |
| África do Norte                           |      |
| Argélia                                   |      |
| Egito                                     |      |
| Líbia                                     |      |
| Marrocos                                  |      |
| Sudão                                     |      |
| Tunísia                                   |      |
| Sahara Ocidental                          |      |
| África Oriental                           |      |
| Burundi                                   |      |
| Comores                                   |      |
| Djibouti                                  |      |
| Eritreia                                  |      |
| Etiópia                                   |      |
| Quênia                                    |      |
| Madagascar                                |      |
| Malawi                                    |      |
| Maurícia                                  |      |
| Mayotte                                   |      |
| Moçambique                                |      |
| Reunião                                   |      |
| Ruanda                                    |      |
| Seychelles                                |      |
| Somália                                   |      |
| Sudão do Sul                              |      |
| Tanzânia                                  |      |
| Uganda                                    |      |
| Zâmbia                                    |      |
| Zimbabwe                                  |      |
| África Central                            |      |
| Angola                                    |      |
| Camarões                                  |      |
| República Centro-Africana                 |      |
| Chad                                      |      |
| República Democrática do Congo            |      |
| República do Congo                        |      |
| Guiné Equatorial                          |      |
| Gabon                                     |      |
| São Tomé e Príncipe                       |      |
| África Ocidental                          |      |
| Benim                                     |      |
| Burkina Faso                              |      |
| Cabo Verde                                |      |
| Costa do Marfim                           |      |
| Gambia                                    |      |
| Gana                                      |      |
| Guiné                                     |      |
| Guiné-Bissau                              |      |
| Liberia                                   |      |
| Mali                                      |      |
| Mauritânia                                |      |
| Níger                                     |      |
| Nigéria                                   |      |
| Santa Helena, Ascensão e Tristão da Cunha |      |
| Senegal                                   |      |
| Serra Leoa                                |      |
| Togo                                      |      |
| África Austral                            |      |
| Botswana                                  |      |
| Lesotho                                   |      |
| Namíbia                                   |      |
| África do Sul                             |      |
| Suazilândia                               |      |

## Abordagem fisiográfica
Outra abordagem comum divide a África em regiões com diferentes características físicas, regiões climáticas ou tipos de vegetação:
- A costa mediterrânica, que inclui a parte dos países do norte de África para norte do Deserto do Saara;[3]
- O Deserto do Saara é o segundo maior deserto do mundo (após a Antártica) e abrange todos os países do Norte de África e os que fazem fronteira norte com aqueles, desde a Mauritânia ao Sudão;[4]
- O Magrebe é uma região da costa noroeste da África englobando a costa Noroeste da África até à Cordilheira do Atlas, incluindo Marrocos, Argélia e Tunísia;[5]
- A região saeliana abrange um cinto de prados ao sul do Saara estendendo-se do Senegal até o Sudão;[6]
- A região do Sudão situa-se a sul do Sael, mas é um pouco mais úmido e arável;[7]
- África sub-saariana é a parte do continente a sul do Saara, incluindo o Sael e todos os países com território a norte do limite sul do Saara;[8]
- A Guiné região se distingui da vizinha região Sudão por suas florestas tropicais e corre ao longo do Atlântico da costa da Guiné para Nigéria;[9]
- O Congo é a região da floresta tropical que se estende desde o Golfo da Guiné até ao nordeste da República Democrática do Congo;[10][11]
- O Vale do Rift é uma grande falha entre placas tectónicas que se estende desde o Djibuti até ao rio Zambeze, em Moçambique, atravessando a Etiópia, o Quénia e o Uganda.[12]

## Abordagem linguística

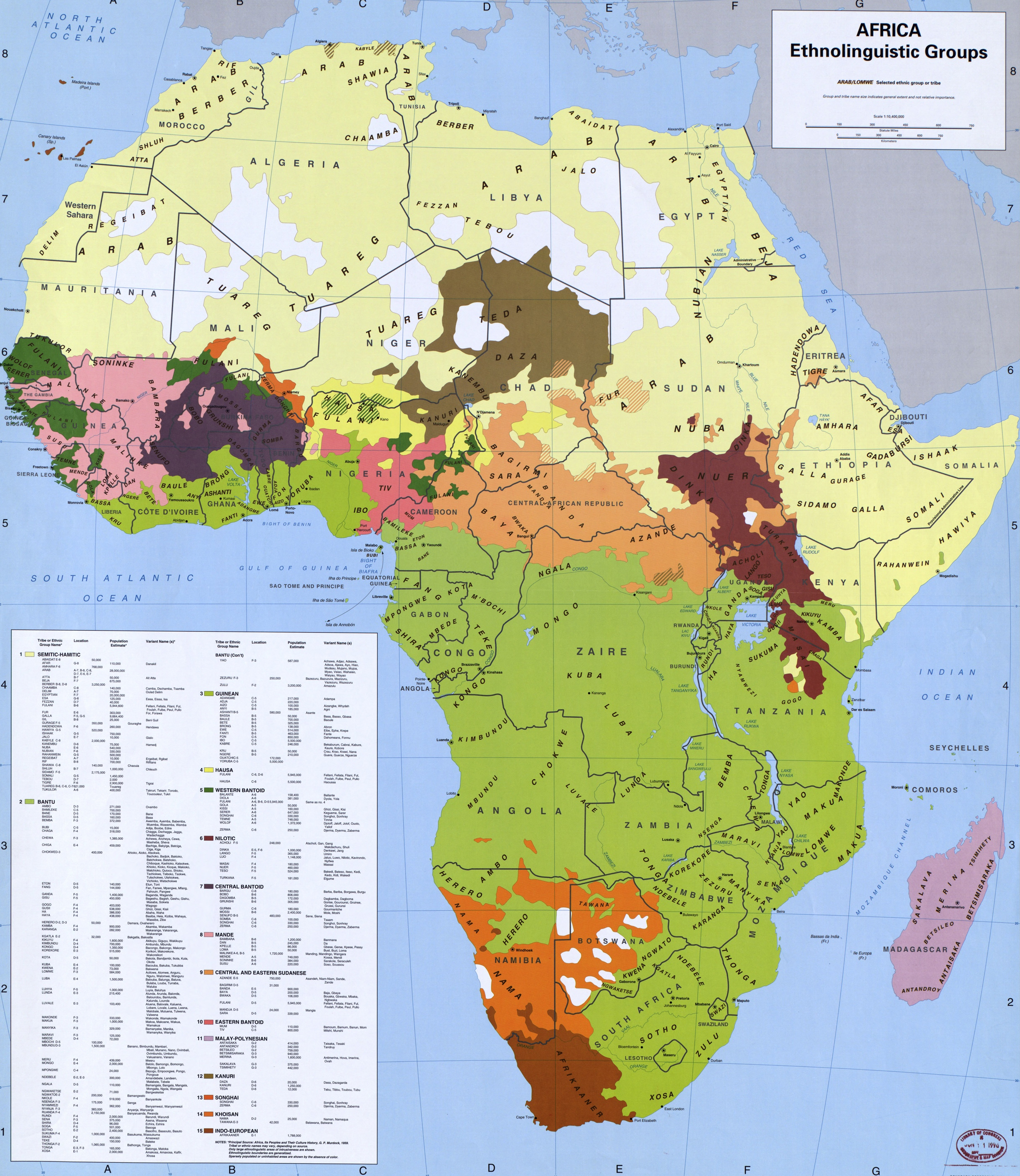
Mapa mostrando as famílias de línguas tradicionais representadas na África:
Afroasiática (semítico-Hamítico)
Austronésias (malaio-polinésio)
Indo-europeias
Coissã
Níger-Congo:
Banto
Sudão Central e Oriental
Bantoide central
Bantoide oriental
Guineense
Mandê
Bantoide ocidental
Nilo-saarianas:
Canúri
Nilóticas
Songai

### Por língua oficial
| Afrikaans | Português      |
| Árabe     | Espanhol       |
| Inglês    | Swahili        |
| Francês   | Outras línguas |

Línguas oficiais da África

- A África anglófona inclui cinco países da África Ocidental (Gâmbia, Serra Leoa, Libéria, Gana, e o país africano mais populoso Nigéria, bem como uma parte dos Camarões), que são separados por países francófonos, Sudão do Sul, e uma grande área contígua na África do Sul e os Grandes lagos africanos.[13]
- África árabe inclui os quatro países de língua árabe mais populosos (Egito, Sudão, Marrocos, Argélia ), bem como Tunísia e Mauritânia, e inclui uma maioria da população e a área dos países de língua árabe. Francês também manteve um forte papel nos países do Magrebe, embora este tenha diminuído um pouco com a oficial arabização.
- África francófona é uma área contígua na África Ocidental e África Central, mais Madagascar e Djibouti.[14]
- África lusófona consiste amplamente de países separados como Cabo Verde, Guiné-Bissau, São Tomé e Príncipe, Angola, e Moçambique.[15]
- Guiné Equatorial é o único país Africano onde o Espanhol é oficial , embora francês e mais recentemente, português também foram adicionados como línguas oficiais .
- Swahili é largamente usado como uma inter-linguagem no Leste da África; seu uso para funções oficiais e educacionais é maior em Tanzânia.[16]
- Etiópia e Somália usam as línguas Afro-asiáticas, Amárico e Somali, respectivamente, como suas línguas oficiais, embora o árabe também serve como uma língua secundária na Somália. Eritréia e partes da Etiópia usam a língua tigrínia e língua árabe como línguas de trabalho.

### Por família de língua indígena
- Línguas nígero-congolesas e línguas nilo-saarianas são faladas na maior parte da África Subsaariana. Nilo-saariana ocupa uma área menor, mas é muito diversificada, e pode estar relacionada como um pai ou irmão do Níger-Congo.
- Línguas afro-asiáticas são faladas em norte da África, o Corno de África, bem como partes do Sael.
- Línguas khoisan são faladas em áreas desérticas da África do Sul, mas eram anteriormente faladas em uma área maior, e é considerado incluir duas pequenas línguas (Hadza e Sandawe) nos Grandes lagos africanos.
- Línguas austronésias proveniente do sudeste da Ásia são faladas em Madagascar.